# Drosophila koepferae
Drosophila koepferae este o specie de muște din genul Drosophila, familia Drosophilidae, descrisă de Fontdevila și Wasserman în anul 1988. Conform Catalogue of Life specia Drosophila koepferae nu are subspecii cunoscute.